# RNA酶MRP

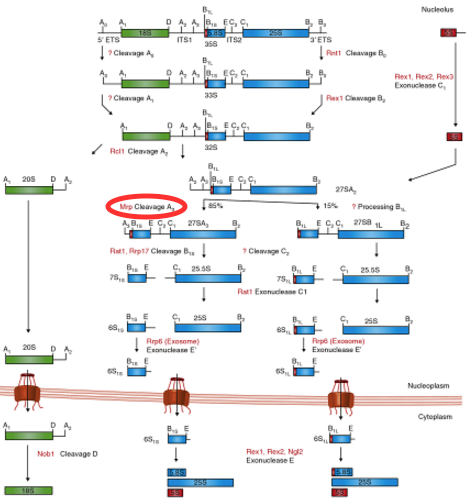
RNA酶MRP可切割rRNA前驅物（35S rRNA）上ITS1的A3位點

RNA酶MRP（RNase MRP，簡稱RMRP）是真核生物的一種RNA酶，屬核糖核酸蛋白，其切割活性來自其中的RNA（即屬於核酶），但需與蛋白結合才具有活性。此RNA酶得名自「剪切粒線體RNA的RNA酶」（RNAse for mitochondrial RNA processing）之首字縮寫，在細胞中主要有兩個功能，一為在粒線體DNA複製的過程中，將複製起始區轉錄產生的RNA切割成為DNA複製所需引物；另一功能則是在細胞核的核仁中參與rRNA前驅物（35S rRNA）的剪切，切割18S rRNA與5.8S rRNA之間的ITS1序列。此外還有研究顯示RNA酶MRP可切割特定mRNA的5′ UTR而促使其被降解。
RNA酶MRP與RNA酶P（另一種核酶）雖功能不同，但兩者特定區域的結構與序列相似，可能是由同一共祖蛋白演化而來。
RNA酶MRP中RNA的一個位點突變可能與軟骨毛髮發育不良症候群相關。

## 外部連結
- RNase MRP的Rfam页面
- 醫學主題詞表（MeSH）：RNase+MRP